# ويليام هوستون
ويليام هوستون (بالإنجليزية: William Houston)‏ هو محامي وسياسي أمريكي، ولد في 1746 في الولايات المتحدة، وتوفي في 12 أغسطس 1788 في نفس البلد. انتخب عضو جمعية نيوجيرسي العامة.